# Baizhang Niepan
Baizhang Niepan (chiń. upr. 百丈涅槃; pinyin Băizhāng Nièpán, kor. Paekchang Nalpan; jap. Hyakujo Nehan; wiet. Bách Trượng Nết Bàn; ur. 749, zm. 819) – chiński mistrz chan ze szkoły hongzhou. Znany także jako Weizheng i Fazheng, co było jego właściwym imieniem Dharmy.

## Życiorys
Początkowo studiował Sutrę Nirvany (大涅槃經) tak pilnie, że ludzie zamiast jego mnisim imieniem Fazheng, nazywali go „mistrzem chan Nirvany” (chanshi Niepan).
Był uczniem Baizhanga Huaihaia i to raczej niepoślednim skoro objął stanowisko opata w jego klasztorze. Był ogólnie szanowany przez takich mistrzów jak Huangbo Xiyun i Guling Shencan. Nieco informacji o nim zawiera Wudeng Huiyuan.
Pewnego dnia mistrz chan Baizhang Niepan przemówił do kongregacji słowami: „Jeśli wszyscy pójdziecie popracować na polu, to następnie ja wygłoszę wykład o wielkim znaczeniu.”
Kiedy mnisi skończyli orać pole, powrócili i poprosili mistrza, aby wyjawił wielkie znaczenie.
Niepan wyciągnął rękę przed mnichami.
Mnisi zaniemówili.
Po jego śmierci napis na stupie wykonał Yang Gongquan.
Mistrz występuje w gong’anie 28 w Biyan lu.

## Linia przekazu Dharmy zen
Pierwsza liczba oznacza liczbę pokoleń mistrzów od 1 Patriarchy indyjskiego Mahakaśjapy.
Druga liczba oznacza liczbę pokoleń od 28/1 Bodhidharmy, 28 Patriarchy Indii i 1 Patriarchy Chin.
Trzecia liczba oznacza początek nowej linii przekazu w danym kraju.
- 33/6. Huineng (638-713)
  - 34/7. Nanyue Huairang (677-744) szkoła hongzhou
    - 35/8. Mazu Daoyi (707-788)
      - 36/9. Baizhang Huaihai (749-814)
        - 37/10. Baizhang Niepan (bd) (także Fazheng)
        - 37/10. Guannan Daochang (bd)
        - 37/10. Guishan Da’an (793-883) (także Changqing)
          - 38/11. Lingyun Zhiqin (bd)
          - 38/11. Taisui Fazhen (878-963)
            - 39/12. Lingshu Rumin (bd)

        - 37/10. Dazi Guanzhong (780-860)
        - 37/10. Wufeng Changguan (bd)
        - 37/10. Shishuang Xingkong (bd)
        - 37/10. Guling Shencan (bd)
        - 37/10. Guishan Lingyou (771-853) szkoła guiyang
        - 37/10. Huangbo Xiyun (zm. 850)
          - 38/11. Linji Yixuan (zm. 867) szkoła linji

        - 37/10/1. Vô Ngôn Thông (759-826) Wietnam